# Дэнгаку
Дэнгаку (яп. 田楽, «сельские игры», «сельская музыка», «музыка полей») — средневековое японское представление, рассказывающее о борьбе за контроль над сельскохозяйственными полями между силами добра и зла. Первое подробное описание данного действа приводится в хронике «Эйга-моногатари».
С распространением в Японии рисоводства вокруг него сложились обряды заклинательного характера — таасоби («полевые игры»), целью которых было умиротворение духа таарудзи, охранявшего рисовые поля. Таасоби представляли собой массовые костюмированные песенные танцы, а также хождение на ходулях (как символ возделывания земли) и имитационное совокупление мужчины и женщины (как символ плодородия).
К периоду Хэйан представления таасоби получили развитие в виде празднеств та-мацури — спектаклей о борьбе за контроль над сельскохозяйственными полями между силами добра и зла. Понравившееся горожанам действо стало проводиться не столько в качестве ритуала, сколько в качестве развлечения, и после появления профессиональных актёров за этим искусством закрепилось именование дэнгаку.
По мнению доктора искусствоведения Н. Г. Анариной, «представления дэнгаку можно назвать, как и саругаку, первым общедоступным городским зрелищем». Представления обоих жанров, заимствовавших элементы друг друга, не имели стационарных площадок и постоянного репертуара; тексты сценок письменно не фиксировались, а исполнялись импровизационно. До XIV века дэнгаку опережал саругаку в популярности, и для описания огромного интереса к нему со стороны публики в источниках того времени упоминались слова «болезнь» и «эпидемия».